# Falcileptoneta satsumaensis
Falcileptoneta satsumaensis är en spindelart som beskrevs av Teruo Irie och Ono 2005. Falcileptoneta satsumaensis ingår i släktet Falcileptoneta och familjen Leptonetidae. Inga underarter finns listade i Catalogue of Life.